# العلاقات الألمانية الفانواتية
العلاقات الألمانية الفانواتية هي العلاقات الثنائية التي تجمع بين ألمانيا وفانواتو.

## مقارنة بين البلدين
هذه مقارنة عامة ومرجعية للدولتين:
| وجه المقارنة                                              | ألمانيا                                                                              | فانواتو                                  |
| --------------------------------------------------------- | ------------------------------------------------------------------------------------ | ---------------------------------------- |
| المساحة (كم2)                                             | 357.41 ألف                                                                           | 12.19 ألف                                |
| عدد السكان (نسمة)                                         | 81.29 مليون                                                                          | 276.24 ألف                               |
| الكثافة السكانية (ن./كم²)                                 | 227.44                                                                               | 22.66                                    |
| العاصمة                                                   | بون، برلين                                                                           | بورت فيلا                                |
| اللغة الرسمية                                             | اللغة الألمانية                                                                      | اللغة البسلاما، لغة فرنسية، لغة إنجليزية |
| العملة                                                    | يورو، مارك ألماني                                                                    | فاتو فانواتي                             |
| الناتج المحلي الإجمالي (بليون دولار)                      | 3.68 تريليون                                                                         | 862.88 مليون                             |
| الناتج المحلي الإجمالي (تعادل القوة الشرائية) بليون دولار | 3.92 تريليون                                                                         | 790.76 مليون                             |
| الناتج المحلي الإجمالي الاسمي للفرد دولار أمريكي          | 41.31 ألف                                                                            | 2.81 ألف                                 |
| الناتج المحلي الإجمالي للفرد دولار أمريكي                 | 46.40 ألف                                                                            | 3.03 ألف                                 |
| مؤشر التنمية البشرية                                      | 0.926                                                                                | 0.594                                    |
| رمز المكالمات الدولي                                      | +49                                                                                  | +678                                     |
| رمز الإنترنت                                              | .de                                                                                  | .vu                                      |
| المنطقة الزمنية                                           | توقيت وسط أوروبا، ت ع م+01:00، ت ع م+02:00، توقيت أوروبا الوسطى المعياري (ت غ م +1) ‏ | ت ع م+11:00                              |

## منظمات دولية مشتركة
يشترك البلدان في عضوية مجموعة من المنظمات الدولية، منها:
| علم المنظمة | اسم المنظمة                        | تاريخ انضمام ألمانيا | تاريخ انضمام فانواتو |
| ----------- | ---------------------------------- | -------------------- | -------------------- |
|             | مؤسسة التمويل الدولية              | 20 يوليو 1956        | 28 سبتمبر 1981       |
|             | منظمة حظر الأسلحة الكيميائية       | 29 أبريل 1997        | ?                    |
|             | يونسكو                             | 11 يوليو 1951        | 10 فبراير 1994       |
|             | الاتحاد الدولي للاتصالات           | 1866                 | 30 مارس 1988         |
|             | الأمم المتحدة                      | 18 سبتمبر 1973       | 15 سبتمبر 1981       |
|             | البنك الدولي للإنشاء والتعمير      | 14 أغسطس 1952        | 28 سبتمبر 1981       |
|             | الاتحاد البريدي العالمي            | 1 يوليو 1875         | ?                    |
|             | منظمة التجارة العالمية             | ?                    | ?                    |
|             | مؤسسة التنمية الدولية              | 24 سبتمبر 1960       | 28 سبتمبر 1981       |
|             | المنظمة الهيدروغرافية الدولية      | ?                    | ?                    |
|             | بنك التنمية الآسيوي                | 1966                 | 1981                 |
|             | وكالة ضمان الاستثمار متعدد الأطراف | 12 أبريل 1988        | 27 يوليو 1988        |

## وصلات خارجية
- موقع وزارة الخارجية الألمانية